# Inujama
Inujama (japonsky 犬山市, angl. transkripce Inuyama) je město v prefektuře Aiči v Japonsku. Nachází se zde stejnojmenný hrad Inujama, který je nejstarším dochovaným japonským hradem. Status města získala v roce 1954.

## Poloha a doprava
Inujama leží v severní části prefektury Aiči na hranici s prefekturou Gifu a břehu řeky Kiso. Město je dobře dostupné z Nagoje pomocí vlaku (Meitetsu line Inuyama a line Komaki) nebo autem po japonské národní silnici 41.

## Místní zajímavosti
- Hrad Inujama – patří mezi pouze 12 originálně zachovalých japonských hradů, mezi kterými patří k těm nejstarším.
- Řeka Kiso – výrazný japonský tok protékající Inujamou. Na lodích v centru města je možné zhlédnou tradiční lov ryb pomocí kormoránů.
- Urakuen – stará japonská zahrada požívaná k čajovým ceremoniím již od 17. století. Zahrada zahrnuje i tradiční čajový domek jménem Jó-an,[1] který postavil v roce 1618 Oda Uraku, mladší bratr Ody Nobunagy.
- Japonský opičí park a centrum – dva areály z nichž jeden zahrnuje zoo s různými opičími druhy a druhý je zábavní park. Inujama je také sídlem výzkumného institutu primátů patřící pod Kjótskou univerzitu.
- Meji-mura – otevřené muzeum (tematický park) prezentující architekturu z období Meidži, Taišó a Šówa.
- Každé jaro probíhá v Inujamě místní průvod.

## Galerie

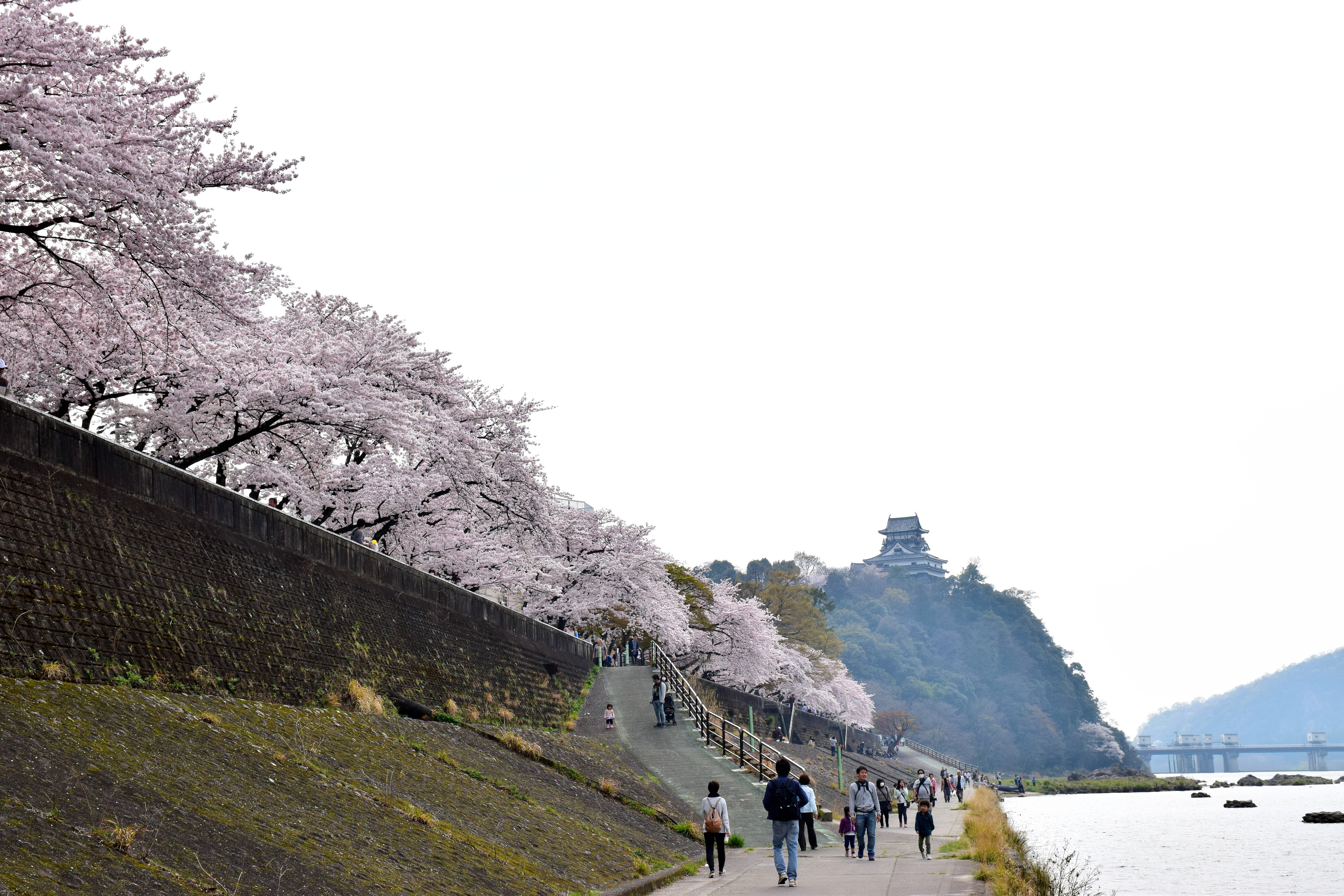
Hrad Inujama a řeka Kiso
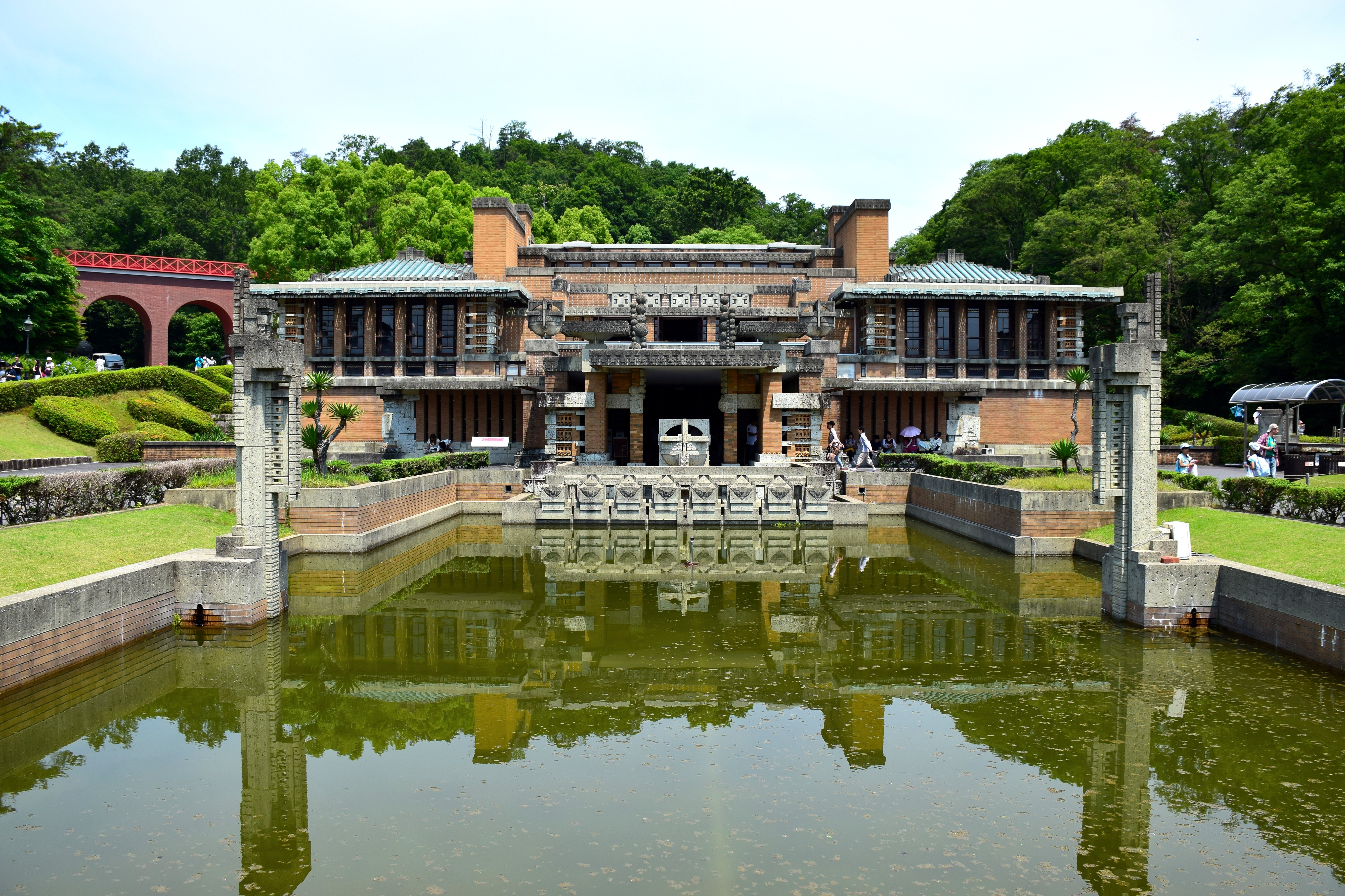
Meji-mura
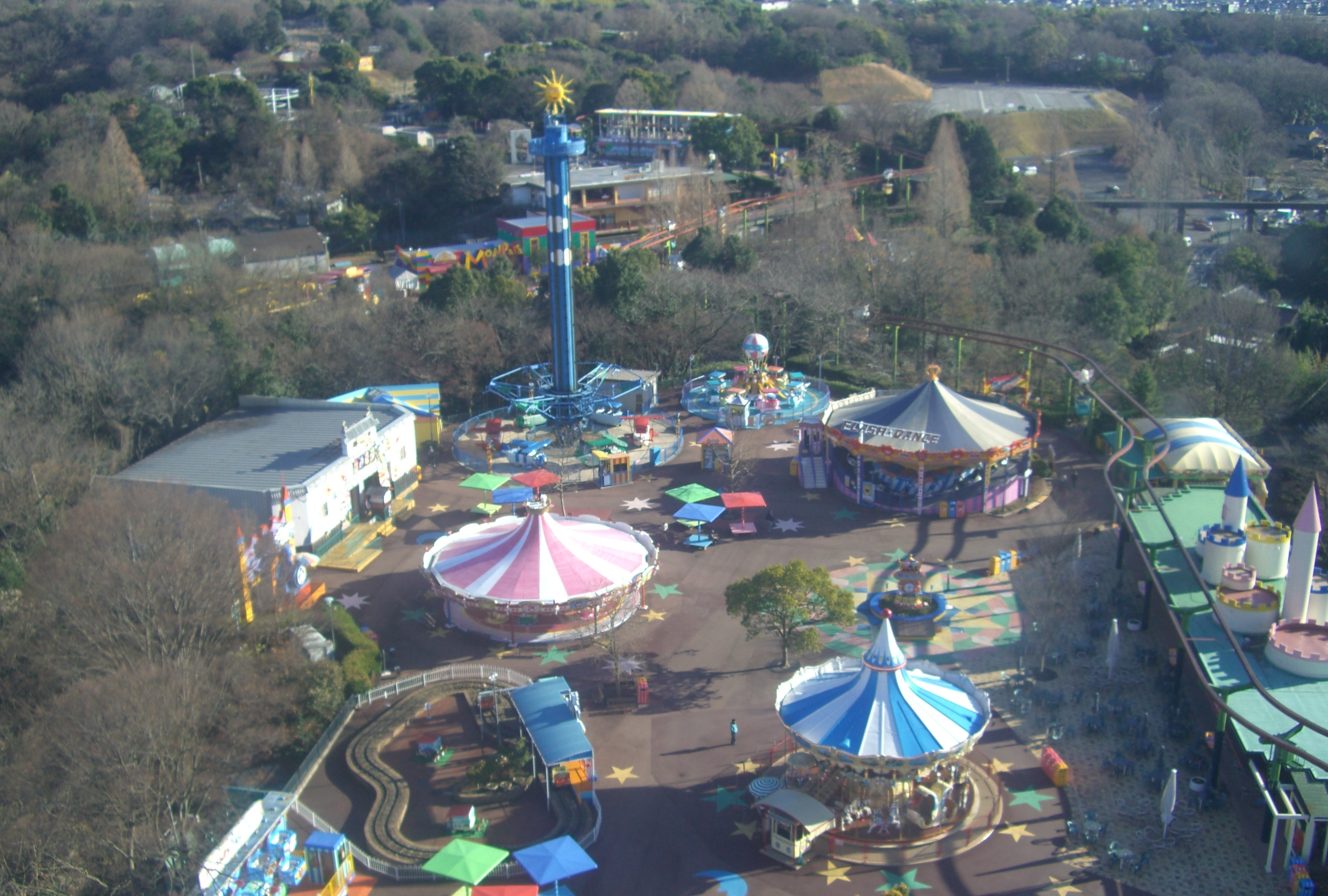
Japonský opičí park
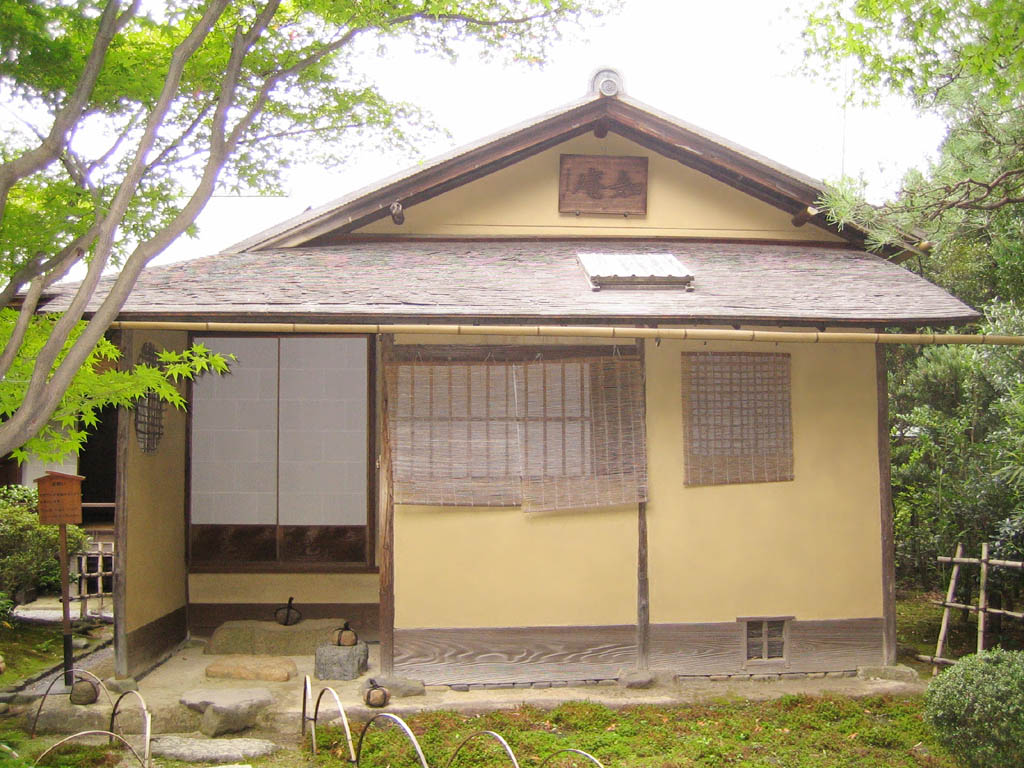
Čajový domek Jó-an v zahradě Urakuen
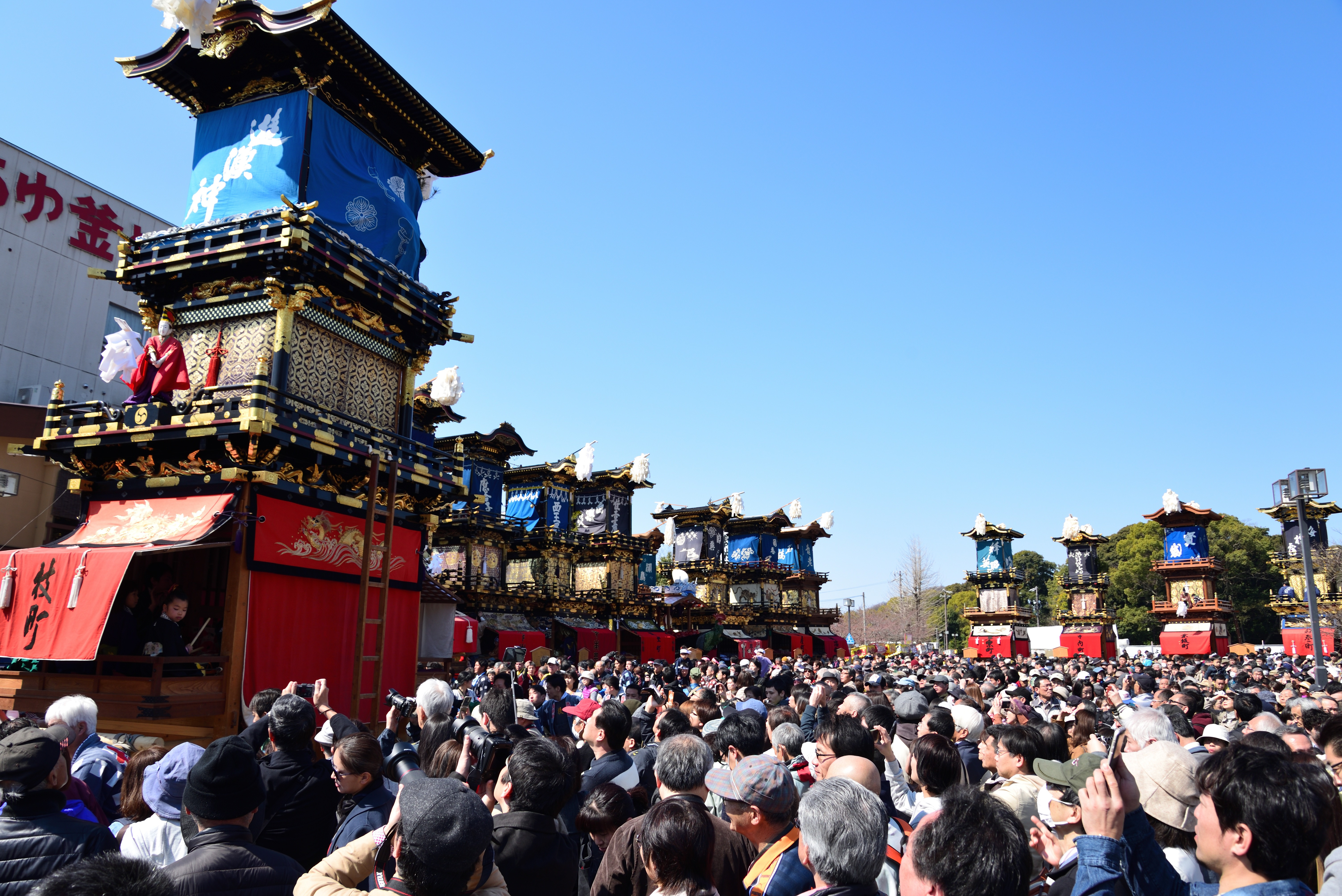
Průvod vozů – jarní festival v Inujamě